# Kleine schermbloemboorvlieg
De kleine schermbloemboorvlieg (Euleia rotundiventris) (syn. Cryptaciura rotundiventris) is een vliegensoort uit de familie van de boorvliegen (Tephritidae). De wetenschappelijke naam van de soort is voor het eerst geldig gepubliceerd in 1814 door Fallen.